# Pataky Kálmán
Deésfalvi Pataky Kálmán (Alsólendva, 1896. november 14. – Los Angeles, 1964. február 29.) magyar operaénekes (tenor). Katonai pályára indult, énekelni 23 évesen kezdett. 1921-ben a budapesti Operaház szerződtette. Egyedülálló képességeire külföldön is felfigyeltek, így 1926-ban a bécsi operaház szerződtette. Világhírének csúcsán, 1936-ban a Salzburgi Ünnepi Játékokon Florestant (Beethoven: Fidelio) énekelte Toscanini vezényletével. 1946-ban a tengerentúlra ment, egy ideig Buenos Airesben élt, később visszavonult az énekesi pályától és Chilében, végül Kaliforniában telepedett le. Tiszta csengésű, rendkívül kiművelt hanganyaga a legkiválóbb olasz tenoristák mellé helyezi.

## Életpályája

### Ifjúsága
Pataky Kálmán a Zala vármegyei Alsólendván született 1896. november 14-én. Apai ágon erdélyi származású volt: id. Pataky Kálmán 1857-ben született Maros-Torda vármegyében, 1889-ben vette feleségül Szentgyörgyvölgyről péterfalvi Molnár Irmát. Id. Pataky Kálmán tanár volt, előbb Pesten utána Alsólendván, majd 1907-ben Csáktornyára helyezték át iskolaigazgatónak. Az ifj. Pataky Kálmán itt tanult meg hegedülni Dobossy Elektől, az elemi iskola tanítójától. Csáktornya után két évig Nagykanizsán járt gimnáziumba, ahol az iskolai zenekar tagjaként hegedült és énekelt. Ezután Vácon és Kolozsvárott folytatta a tanulmányait, végül ez utóbbi városban érettségizett 1915-ben. Érettségi után azonnal besorozták és mint egyéves önkéntes kapott kiképzést a pesti tarackos tüzérezrednél. A horvátországi Varasdra került szolgálatba, és mivel a tiszti vizsgán egyelőre nem felelt meg, a harctérre küldték. Nem sokáig volt a fronton, mert súlyosan megbetegedett, és hazakerült: májgyulladása volt. Hadikórházi ápoltatása idején, rossz hallása ellenére, elvégezte a tiszti tanfolyamot a Ludovikán, és 1918-ban az olasz harctérre került. A háború alatt is muzsikusnak készült, és minden alkalmat megragadott, hogy hegedűt vegyen a kezébe. Még kolozsvári évei alatt jelentkezett Metz Albert ismert zenepedagógusnál, azzal a szándékkal, hogy komolyan szeretné zenei tanulmányait folytatni. A neves tanár azonban elutasította, arra hivatkozva, hogy már nem tud új tanítványokat fogadni. Pataky ezek után máshol próbálkozott, és beiratkozott Gábor József Andrássy úti énekiskolájába, melyet 1921-ben fejezett be.

### Pályakezdés
1921 júniusában Pataky részt vett az Operaház egyik meghallgatásán. Szerződtették ugyan és tehetségére a sajtó is felfigyelt, de jövőjét bizonytalannak érezte, mivel nem remélhette, hogy a befutott, nagy énekesek átadják majd szerepeiket neki, de mégis szükségét érezte annak, hogy sürgősen a nyilvánosság elé lépjen. Panaszt tett a minisztériumban, az Operaház felettes hatóságánál, Wlassics Gyulánál. Wlassics sürgetésére Máder Rezső igazgató úgy döntött, hogy felajánlja az ifjú énekesnek a Rigoletto mantuai hercegének a szerepét. Így végre 1922. január 22-én megadatott Patakynak, hogy színpadra lépjen Helge Lindberg (Rigoletto) és Sándor Erzsi (Gilda) társaságában. Pataky nemcsak a közönséget nyerte meg, hanem a kritikát is. 1922 tavaszán ismét a Rigolettóban énekelt, ezúttal Emil Schipper oldalán, aki a várakozáson alul teljesítő Lindberget váltotta. Ősszel Puccini Bohéméletének Rodolphóját énekelte a Városi Színházban, majd december 9-én Halász Gitta oldalán a Gianni Schicchiben debütált Rinuccióként. Az 1923-as évben ismét az Operaházban énekelt, előbb Nicolai A windsori víg nők című operájának a Fentonját, majd 1923. június 9-én Rossini A sevillai borbélyának Almaviváját.

### Távozás Bécsbe
Az 1924-es évadban Poldini Ede Farsangi lakodalom című vígoperájában szerepelt. Az 1925-ös idény elején Gounod Faustjában debütált, majd ugyancsak ebben az évadban Barinkay (Strauss:Cigánybáró), Pinkerton (Puccini: Pillangókisasszony) és Cavaradossi (Puccini: Tosca) szerepében is. Az 1925/26-os idény végén a színházat anyagi csőd fenyegette és ugyanebben az évben látogatott el Budapestre Schalk főzeneigazgató, a bécsi Operaház direktora, új énekeseket szerződtetni. A leszerződtetett énekesek között volt Székely Ferenc és Pataky Kálmán is. Új szerződésének értelmében Patakynak szeptemberig tíz szerepet kellett volna megtanulnia német nyelven, azonban lemondott gázsijának egy részéről, így ősszel csak Verdi A végzet hatalma című operájában debütált. A nagy sikerű előadást követően felhívást kapott vendégszereplésre a drezdai és berlini operaházaktól. Időközben a már Radnai Miklós vezette budapesti Operaház kiegyezett a bécsi házzal és megállapodtak abban, hogy Pataky huszonnégy előadásra visszatér a magyar fővárosba. Budapesti vendégszerepléseikor többször is támadták, mert a dalokat németül énekelte és csak az átvezető prózát mondta magyarul, az énekes arra hivatkozott, hogy nem volt ideje betanulni magyarul a librettót.

### Karrierje tetőpontján

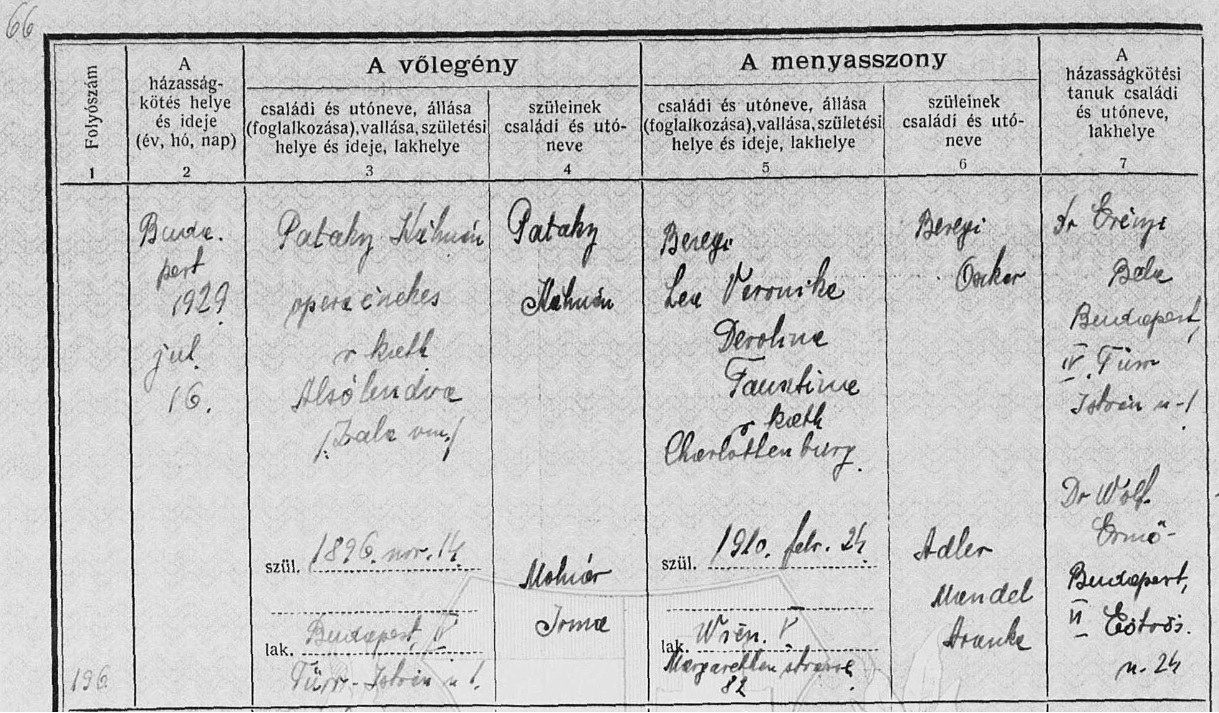
Pataky Kálmán és Beregi Lea házassági anyakönyvi bejegyzése 1929-ből

Pataky nemzetközi karrierje Bécsben kezdődött. 1926-tól a bécsi Állami Opera tagja volt, annak együttesével járt külföldön, egyik jelentős szereplője volt Salzburgnak és mint a bécsi Operaház művésze eljutott Buenos Airesbe is. Lázasan tanulta az új szerepeket és az 1927/28-as idényre már révbe érkezett énekesnek számított, a közönség és a sajtó egyaránt elfogadták, foglalkoztak személyével. Mindamellett, hogy rendszeresen vendégszerepelt a magyar fővárosban, szabadsága idején Drezdában énekelt, de eljutott Koppenhágába is, ahol részt vett a rádió által szervezett magyar heten, minek keretén belül magyar operarészleteket és dalokat énekelt. A neves Salzburgi Ünnepi Játékokon először 1929-ben énekelt Mozart Don Giovannijának Don Ottaviója szerepében. Nagysikerű előadásai közé tartoztak a Clemens Krauss vezényelte Rózsalovagok (Strauss) is. Ennek, valamint Clemens Krauss, a nagyhírű bécsi karmester támogatásának köszönhetően Pataky a salzburgi színpad egyik állandó szereplője lett. Krauss 1931-ben, a nagy gazdasági világválság idején vette át a bécsi opera vezetését, aminek kiemelkedő énekesei Pataky Kálmán és Németh Mária voltak. Pataky újabb szerepekkel bővítette repertoárját, énekelt Korngold Violantájában, Verdi három operájában A trubadúrban, a Simon Boccanegrában és Az álarcosbálban valamint Friedrich von Flotow Mártájában (Lyonel szerepe volt Pataky egyik kedvence) és nem utolsósorban Mozart Szöktetés a szerájból című operájában.
Pataky először 1935-ben járt először Buenos Airesben, ahol a Teatro Colón színpadán a Lammermoori Lucia, a Traviata és a Così fan tutte címszerepeit énekelte. 1936 kivételével, 1940-ig minden évben szerepelt a patinás dél-amerikai operaházban, amely hírnevét annak köszönhette, hogy mindig a világ legjobb énekeseit és karmestereit szerződtette le. Patakynak Buenos Airesben nagy sikere volt, szívesen lépett fel a Colónban, biztos törzspublikumra számíthatott, az argentin operabarátok a nagy olasz tenoristákkal egyenrangúnak tartották.

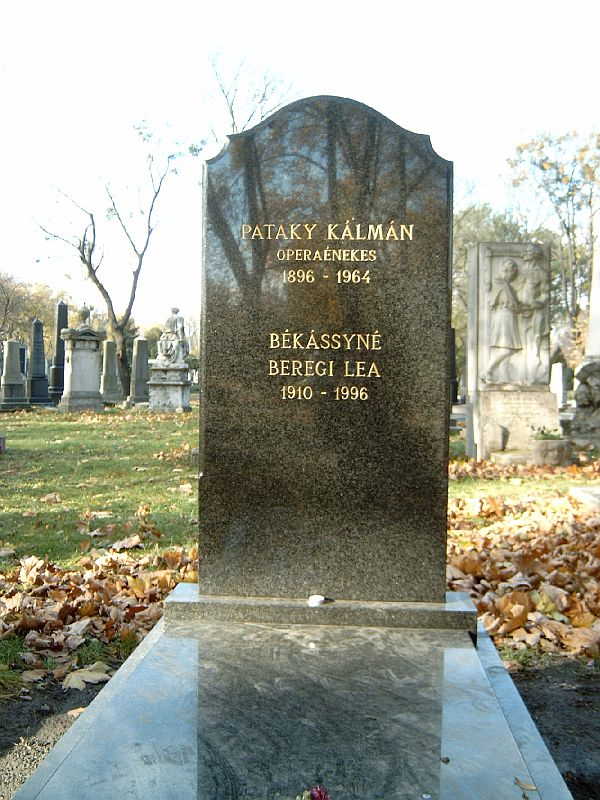
Pataky Kálmán sírja Budapesten. Kerepesi temető: 34/1-1-37.

Pataky egyik legemlékezetesebb bécsi előadása a Toscanini vezényelte Fidelio volt, melyben Florestant alakította. A nagyhírű karmesternek annyira megtetszett az énekes tehetséges, hogy felkérte énekelje a szerepet a Salzburgi Ünnepi Játékokon is. Az anekdoták tanúsága szerint Toscanini egy aláírt fényképpel jutalmazta meg a tehetséges tenort.
1938-ban, Ausztria Németországhoz való csatlakozása után Pataky, felesége Beregi Lea és apósa Beregi Oszkár visszatértek Magyarországra. Az énekes Poldini Ede új operájának a Himfynek a címszerepét játszotta az Operaházban. Az 1938/39-es évadban Pataky már az Operaház rendes tagjának számított, fellépései – a nehéz viszonyok között is ügyesen szervezett külföldi vendégszereplésekkel együtt – emelték a társulat tekintélyét.
A milánói Teatro alla Scala az 1939-1940-es évadban műsorára tűzte Weber Oberonját Tullio Serafin vezényletével és mint azt a színlap hirdette, Hüon szerepét Pataky énekelte. Ennek a szereplésnek nem lett folytatása. A háború miatt a tengerentúli fellépéseiről is le kellett mondania.

### Utolsó évei
Pataky 1946-ig énekelt rendszeresen. 1945. február 10-én Szegeden énekelte Szu-csong herceg szerepét Lehár A mosoly országa című operettjének jubiláris századik előadásán. Noha a háború utáni fellépései nagy sikereknek örvendtek, mégsem hozták meg az énekes számára az anyagi biztonságot, egy ideig az opera öltözőjében lakott. Ezen kívül fülét is fájlaltatta, amivel kórházba is került. Új szerződést nem írt alá. Meghívást kapott Dél-Amerikába, azonban a szerződés a Teatro Colónnal meghiúsult, akárcsak egy új szerződés a bécsi Operaházzal (ez egy Jeritza Máriával való személyes ellentét miatt nem valósult meg).
Apósa révén, aki színészként nem volt ismeretlen az Amerikai Egyesült Államokban eljutottak New Yorkba, mivel azonban letelepedési engedélyt nem kaptak, Pataky, a felesége és apósa Chilébe utaztak, ahol az énekes évekig zenepedagógusként dolgozott. 1963-ban visszaköltöztek Kaliforniába, ahol végre megkapták a letelepedési engedély. Helyzetük jobbra fordult. Pataky röviddel Los Angelesben való megtelepedésük után, 1964. február 29-én elhunyt.

## Szerepei
| Bemutató dátuma | Bemutató dátuma | Zeneszerző                   | Opera                         | Szerep           | Előadás helyszíne | Operaház            |
| 1922            | január 10.      | Giuseppe Verdi               | Rigoletto                     | Mantuai herceg   | Budapest          | Operaház            |
|                 | április 6.      | Richard Strauss              | A rózsalovag                  | Énekes           | Budapest          | Operaház            |
|                 | szeptember 24.  | Giacomo Puccini              | Bohémélet                     | Rodolpho         | Budapest          | Városi Színház      |
|                 | december 9.     | Giacomo Puccini              | A köpeny                      | Utcai énekes     | Budapest          | Városi Színház      |
|                 | december 9.     | Giacomo Puccini              | Gianni Schicchi               | Rinuccio         | Budapest          | Városi Színház      |
| 1923            | március 13.     | Aimé Maillart                | Villars dragonyosai           | Sylvain          | Budapest          | Városi Színház      |
|                 | április 29.     | Carl Otto Ehrenfried Nicolai | A windsori víg nők            | Fenton           | Budapest          | Operaház            |
|                 | május 2.        | Giuseppe Verdi               | La Traviata                   | Alfredo          | Budapest          | Operaház            |
|                 | június 9.       | Gioachino Rossini            | A sevillai borbély            | Almaviva gróf    | Budapest          | Operaház            |
| 1924            | január 10.      | Ambroise Thomas              | Hamlet                        | Laertes          | Budapest          | Operaház            |
|                 | január 27.      | Léo Delibes                  | Lakmé                         | Gérald           | Budapest          | Operaház            |
|                 | február 19.     | Poldini Ede                  | Farsangi lakodalom            | Kálmán diák      | Budapest          | Operaház            |
|                 | november 27.    | Wolfgang Amadeus Mozart      | Az álruhás kertészlány        | Belfiore         | Budapest          | Operaház            |
| 1925            | március 8.      | Giacomo Puccini              | Manon Lescaut                 | Des Grieux       | Budapest          | Operaház            |
|                 | október 25.     | Johann Strauss               | A cigánybáró                  | Barinkay         | Budapest          | Operaház            |
|                 | október 31.     | Goldmark Károly              | Sába királynője               | Asszád           | Budapest          | Operaház            |
| 1926            | január 10.      | Giacomo Puccini              | Pillangókisasszony            | Pinkerton        | Budapest          | Operaház            |
|                 | március 18.     | Jacques Offenbach            | Hoffmann meséi                | Hoffmann         | Budapest          | Operaház            |
|                 | április 24.     | Giacomo Puccini              | Tosca                         | Cavaradossi      | Budapest          | Operaház            |
|                 | szeptember 5.   | Charles Gounod               | Faust                         | Faust            | Budapest          | Operaház            |
|                 | december 10.    | Giuseppe Verdi               | A végzet hatalma              | Alvaro           | Bécs              | Staatsoper          |
| 1927            | február 18.     | Pietro Mascagni              | Parasztbecsület               | Turiddu          | Bécs              | Staatsoper          |
|                 | április 20.     | Adolphe Adam                 | A lonjumeau-i postakocsi      | Chapelou         | Bécs              | Staatsoper          |
|                 | december 31.    | Ernst Křenek                 | Húzd rá Jonny                 | Max              | Bécs              | Staatsoper          |
| 1928            | február 28.     | Franco Alfano                | Madonna imperia               | Filippo Mala     | Bécs              | Staatsoper          |
|                 | június 11.      | Richard Strauss              | Az egyiptomi Heléna           | Da-Ud            | Bécs              | Staatsoper          |
|                 | október         | Wolfgang Amadeus Mozart      | Szöktetés a szerájból         | Belmonte         | Bécs              | Staatsoper          |
|                 | november 14.    | Giuseppe Verdi               | Az álarcosbál                 | Riccardo         | Budapest          | Operaház            |
|                 | december 9.     | Wolfgang Amadeus Mozart      | Szöktetés a szerájból         | Belmonte         | Budapest          | Operaház            |
| 1929            | március 23.     | Giuseppe Verdi               | A végzet hatalma              | Alvaro           | Budapest          | Operaház            |
|                 | tavasz          | Wolfgang Amadeus Mozart      | Don Juan                      | Don Ottavio      | Bécs              | Staatsoper          |
|                 | tavasz          | Halévy                       | A zsidónő                     | Lipót herceg     | Bécs              | Staatsoper          |
|                 | december 14.    | Wolfgang Amadeus Mozart      | Così fan tutte                | Ferrando         | Bécs              | Staatsoper          |
| 1930            | január 12.      | Giuseppe Verdi               | Simon Boccanegra              | Gabriele Adorno  | Bécs              | Staatsoper          |
|                 | február 25.     | Ambroise Thomas              | Mignon                        | Wilhelm Meister  | Berlin            | Staatsoper          |
|                 | június 25.      | Gioachino Rossini            | Hamupipőke                    | Don Ramiro       | Bécs              | Redoutensaal        |
|                 | ősz             | Giacomo Meyerbeer            | A hugenották                  | Raoul            | Bécs              | Staatsoper          |
|                 | december 20.    | Erich Wolfgang Korngold      | Violanta                      | Alfonso          | Bécs              | Staatsoper          |
| 1931            | augusztus 1.    | Lehár Ferenc                 | Szép a világ                  | Trónörökös       | Karlsbad          | —                   |
|                 | szeptember 17.  | Giacomo Puccini              | A köpeny                      | Henri            | Bécs              | Staatsoper          |
| 1932            | november 18.    | Friedrich von Flotow         | Márta                         | Lyonel           | Berlin            | Städtisches Theater |
| 1933            | február 7.      | Gaetano Donizetti            | Szerelmi bájital              | Nemorino         | Bécs              | Staatsoper          |
|                 | az idény során  | Gaetano Donizetti            | Az ezred lánya                | Tonio            | Bécs              | Staatsoper          |
|                 | az idény során  | Giuseppe Verdi               | A trubadúr                    | Manrico          | Bécs              | Staatsoper          |
| 1934            | január 27.      | Jules Massenet               | Manon                         | Des Grieux       | Budapest          | Teatro Colón        |
|                 | február 18.     | Giuseppe Verdi               | A trubadúr                    | Manrico          | Budapest          | Teatro Colón        |
|                 | április 1.      | Giuseppe Verdi               | Falstaff                      | Fenton           | Buenos Aires      | Teatro Colón        |
|                 | április 14.     | Gaetano Donizetti            | Lammermoori Lucia             | Edgardo          | Buenos Aires      | Teatro Colón        |
|                 | szeptember      | Licino Refice                | Cecilia                       | Valerno          | Buenos Aires      | Teatro Colón        |
|                 | július 18.      | Jaromír Weinberger           | Švanda, a dudás               | Babinsky         | Buenos Aires      | Teatro Colón        |
|                 | augusztus 19.   | Bedřich Smetana              | Az eladott menyasszony        | Vencel           | Buenos Aires      | Teatro Colón        |
| 1935            | az idény során  | Wolfgang Amadeus Mozart      | A varázsfuvola                | Tamino           | Bécs              | Staatsoper          |
|                 | az idény során  | Georges Bizet                | Carmen                        | Don José         | Bécs              | Staatsoper          |
|                 | az idény során  | Giacomo Meyerbeer            | Az afrikai nő                 | Vasco da Gama    | Bécs              | Staatsoper          |
| 1936            | február 5.      | Hector Berlioz               | Faust elkárhozása             | Faust            | Bécs              | Staatsoper          |
|                 | április 5.      | Giuseppe Verdi               | Aida                          | Radames          | Bécs              | Staatsoper          |
|                 | május 12.       | Giuseppe Verdi               | Aida                          | Radames          | Budapest          | Operaház            |
|                 | az idény során  | Ruggero Leoncavallo          | Bajazzók                      | Canio            | Bécs              | Staatsoper          |
|                 | az idény során  | Umberto Giordano             | André Chénier                 | Chenier          | Bécs              | Staatsoper          |
|                 | július 25.      | Ludwig van Beethoven         | Fidelio                       | Florestan        | Salzburg          | Festspielhaus       |
|                 | szeptember 17.  | Ludwig van Beethoven         | Fidelio                       | Florestan        | Bécs              | Staatsoper          |
|                 | október 23.     | Ermanno Wolf-Ferrari         | A madonna ékszerei            | Gennaro          | Bécs              | Staatsoper          |
| 1937            | január 14.      | Gaetano Donizetti            | Don Pasquale                  | Ernesto          | Bécs              | Staatsoper          |
|                 | március 4.      | Carl Maria von Weber         | Euryanthe                     | Adolat           | hilversumi rádió  | —                   |
|                 | március 30.     | Erkel Ferenc                 | Bánk bán                      | Bánk             | Budapest          | Operaház            |
|                 | szeptember 10.  | Richard Wagner               | Tannhäuser                    | Walter           | Buenos Aires      | Teatro Colón        |
|                 | szeptember 22.  | Christoph Willibald Gluck    | Iphigénia a tauroszok földjén | Pylades          | Buenos Aires      | Teatro Colón        |
|                 | október 4.      | Richard Wagner               | A nürnbergi mesterdalnokok    | Walter           | Buenos Aires      | Teatro Colón        |
| 1938            | április 12.     | Poldini Ede                  | Himfy                         | Kisfaludy        | Budapest          | Operaház            |
|                 | szeptember 12.  | Richard Wagner               | Trisztán és Izolda            | Ifjú hajós       | Buenos Aires      | Teatro Colón        |
|                 | december 17.    | Carl Maria von Weber         | A bűvös vadász                | Max              | Bécs              | Staatsoper          |
| 1939            | augusztus       | Richard Strauss              | Elektra                       | Aegist           | Buenos Aires      | Teatro Colón        |
| 1940            | március 26.     | Carl Maria von Weber         | Oberon                        | Hüon             | Milánó            | Teatro alla Scala   |
|                 | október 11.     | Richard Wagner               | A bolygó hollandi             | Kormányos        | Buenos Aires      | Teatro Colón        |
|                 | december 23.    | Christoph Willibald Gluck    | Alceste                       | Admento          | Róma              | Operaház            |
| 1941            | július 24.      | Berté Henrik                 | Három a kislány               | Schubert         | Budapest          | Szigeti Színpad     |
| 1945            | január          | Lehár Ferenc                 | A mosoly országa              | Szu-csong herceg | Szeged            | Operaház            |

## Külső hivatkozások
- (magyarul) Pataky Kálmán a fidelio.hu-n[halott link]
- (angolul) Pataky Kálmán a grandi-tenori.com-on